# Kai Inowaki
Kai Inowaki (井之脇海, Inowaki Kai), né dans la préfecture de Kanagawa le 24 novembre 1995, est un acteur japonais.

## Filmographie sélective

### Cinéma
- 2008 : Tokyo Sonata (トウキョウソナタ, Tōkyō Sonata?) de Kiyoshi Kurosawa : Kenji Sasaki
- 2010 : Confessions (告白, Kokuhaku?) de Tetsuya Nakashima : Takahiro
- 2011 : Wasao (わさお?) de Yoshinari Nishikōri
- 2012 : Another (アナザー, Anazā?) de Takeshi Furusawa : Tomohiko Kazami
- 2014 : Gakkō no kaidan: Noroi no kotodama (学校の怪談 呪いの言霊?) de Masayuki Ochiai
- 2017 : Misshi to bannin (密使と番人?) de Shō Miyake
- 2017 : Tsukiko (月子?) de Michio Koshikawa
- 2017 : Umibe no sei to shi (海辺の生と死?) de Michio Koshikawa
- 2019 : The Fable (ザ・ファブル, Za Faburu?) de Kan Eguchi (ja)
- 2021 : Onoda, 10 000 nuits dans la jungle d'Arthur Harari : Akatsu

### Télévision

#### Séries télévisées
- 2010 : Joker: Yurusarezaru sōsakan : Date jeune (1 épisode)
- 2010 : Yatsura wa tabun uchuujin!
- 2012 : Blackboard ~ Jidai to tatakatta kyōshitachi~ : Tatsuro Shimoda
- 2013 : Keiji 110 kiro : Tōru
- 2017 : Miyazawa Kenji no shokutaku
- 2022 :  Alice in Borderland : Matsushita

## Récompenses et distinctions
- 2009 : prix Kinema Junpō du meilleur nouvel acteur pour Tokyo Sonata[1]